# Гийоме, Гюстав Ашиль
Гюстав Ашиль Гийоме (фр. Gustave Achille Guillaumet; 25 марта 1840, бывший 9-й округ Парижа — 14 марта 1887[…], cité Pigalle, IX округ Парижа) — французский художник, гравёр и писатель
; наиболее известен своими картинами с изображениями Северной Африки. Член Французской Академии изящных искусств.

## Биография
Гюстав Гийоме родился 26 марта 1840 года в городе Пюто, близ французской столицы. Сперва был учеником Франсуа Эдуара Пико и Феликса-Жозефа Барриа. В 1857 году он поступил в Высшую национальную школу изящных искусств Парижа, где стал учеником Абеля де Пюжоля.

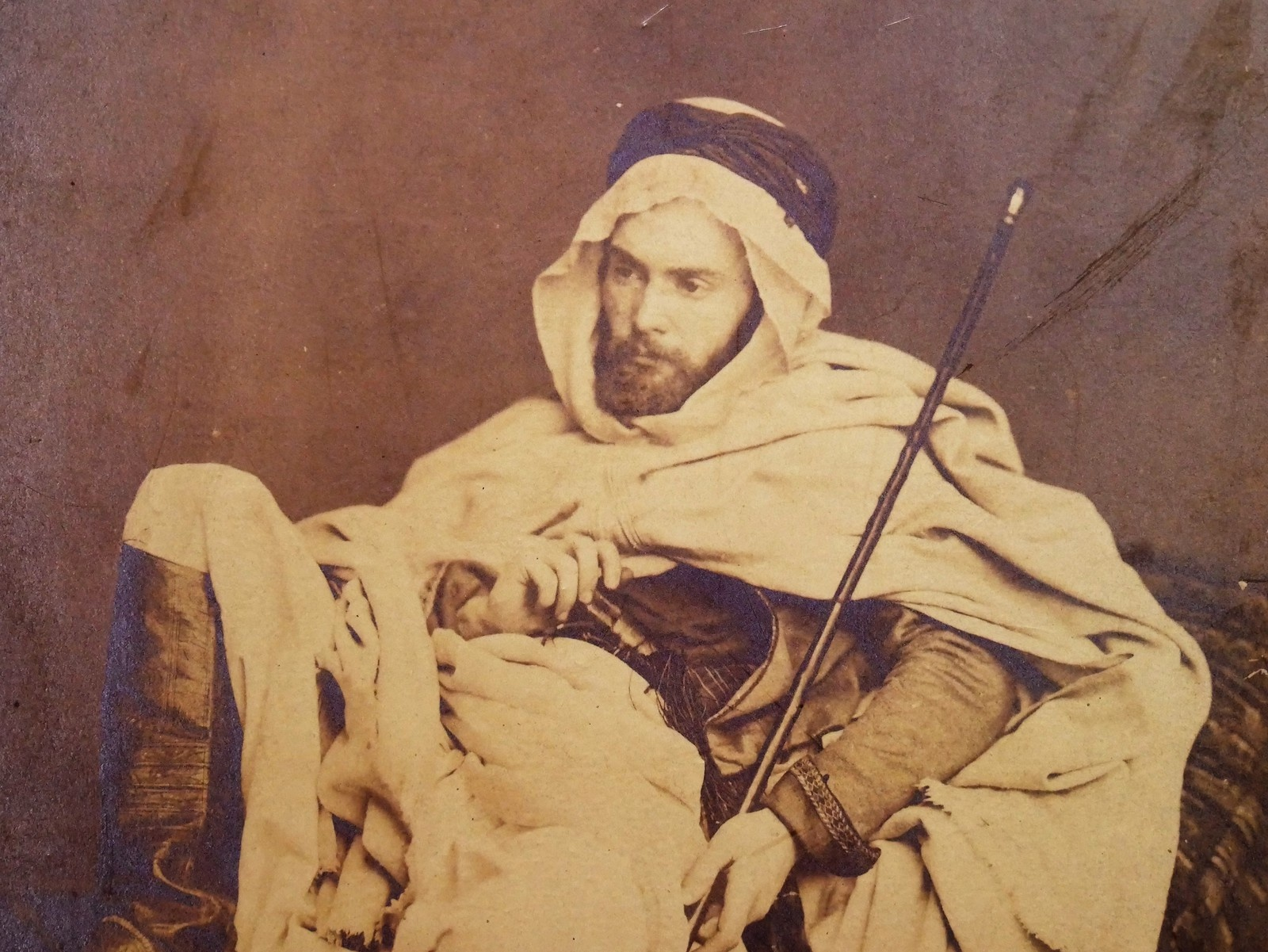
Гюстав Ашиль Гийоме

После нескольких путешествий на Ближний Восток и в Алжир (1861—1867 гг.) Гийоме писал почти исключительно пейзажи с фигурами и жанры с сюжетами, взятыми из природы и народного быта этих стран, — картины, акварели и пастели, которые принесли ему славу одного из лучших художников-opиeнталистов. Влиянием Востока объясняется спокойное величие линий в сценах из обыденной жизни на его картинах с восточными сюжетами. В то время как ориентализм обычно давал преднамеренно идеализированную или анекдотичную картину Северной Африки, работы Гийоме отличались изображением суровости жизни и природы в этом жестоком пустынном регионе. Во время одного из путешествий он заразился малярией и три месяца находился на грани жизни и смерти в военном госпитале в Бискре.
С 1861 года Гийоме стал выставлять свои полотна в различных галереях, включая Парижский салон. Наиболее известные из них: «Вечерняя молитва в Сахаре»; «Вид Лагуата, в Северной Африке»; «Донарские женщины у реки»; «Арабский рынок», «Бивуак верблюжьего каравана», «Зимний вечер в Марокко». В настоящее время картины художника находятся в ряде известнейших галерей планеты.

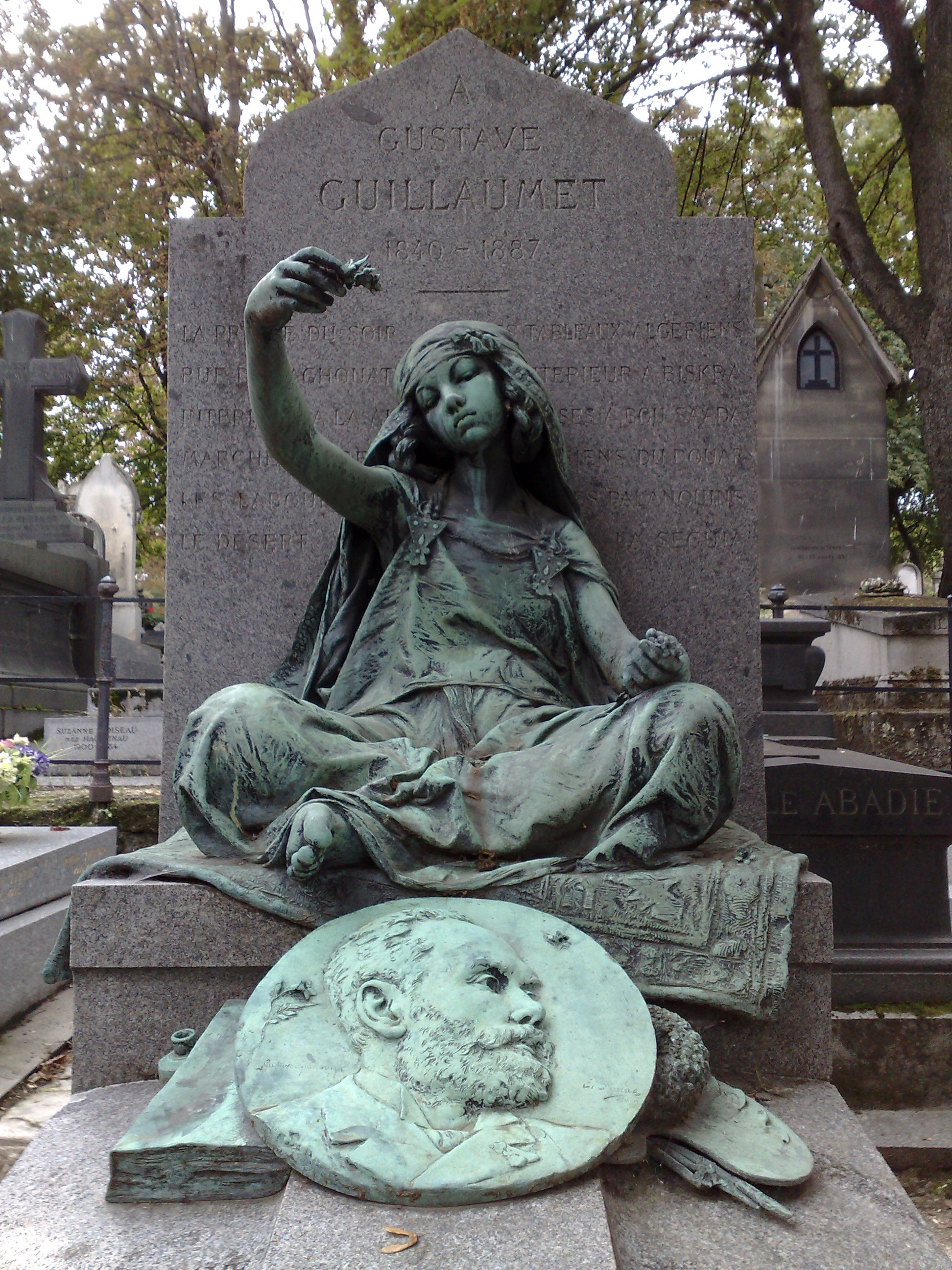
Памятник на могиле Гийоме. Скульптор Луи-Эрнест Барриа изобразил девушку из Бу-Саада роняющую лепестки на медальон с профилем Гийоме.

В области литературы он известен серией «Алжирских набросков», напечатанных в «Nouvelle Revue» и в 1888 вышедших отдельной книгой с предисловием французского писателя Эжена Мутона о жизни художника.
Гюстав Ашиль Гийоме скончался 14 марта 1887 года и был погребён на кладбище Монмартр. Расследование обстоятельств его смерти, предположительно от перитонита, были опубликованы в американской газете «Нью-Йорк Таймс» 6 апреля; в статье утверждалось, что Гийоме оставил жену и сына, чтобы жить с «дамой, которая была его старше на много лет» и что за несколько недель до смерти он выстрелил себе в живот после ссоры с любовницей.
«Пуля застряла у него в кишечнике, и с этого момента он пребывал в мучительной агонии, закончившейся смертью. Его последние слова после того, как пуля вошла в его тело, были обращены к жене и сыну, которые, узнав о трагическое происшествии, нянчили его до самой смерти. Художник умер в своей мастерской, куда его перенесли по его последнему желанию; Гийоме хотел в последний раз увидеть свои восточные этюды".
В 1888 году состоялась его посмертная выставка при Художественной школе.
Заслуги Гийоме перед отечеством были отмечены орденом Почётного легиона.
Его сын Гюстав (1883—1960) немного изменил фамилию и стал известным во Франции лингвистом и филологом, создателем лингвистической теории (известной как «психомеханика»).

## Галерея

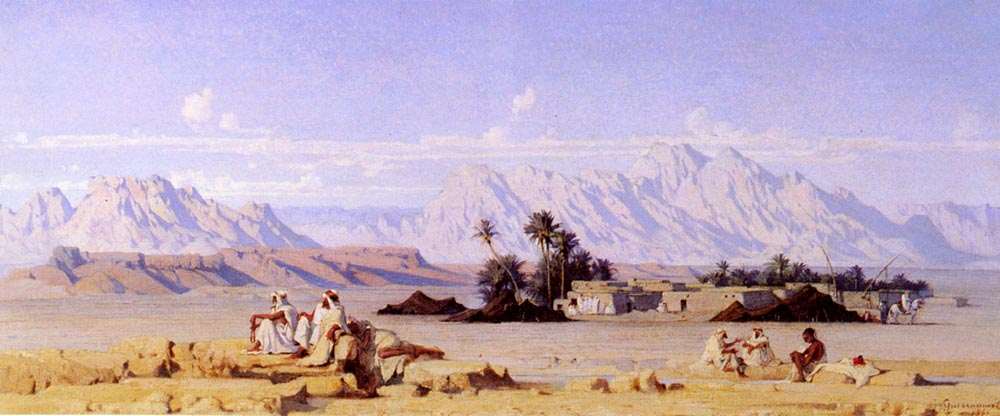
Оазис, 1862
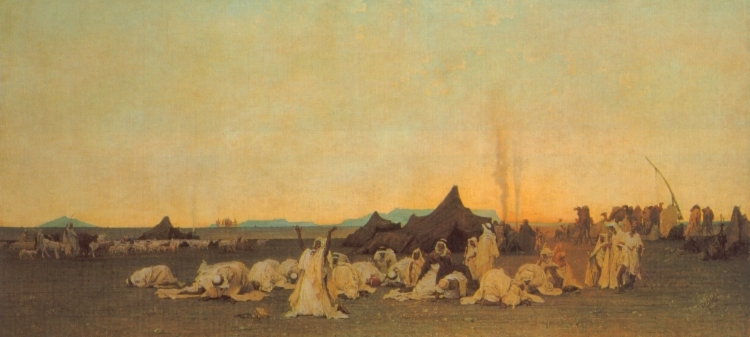
Вечерняя молитва в Сахаре, 1863
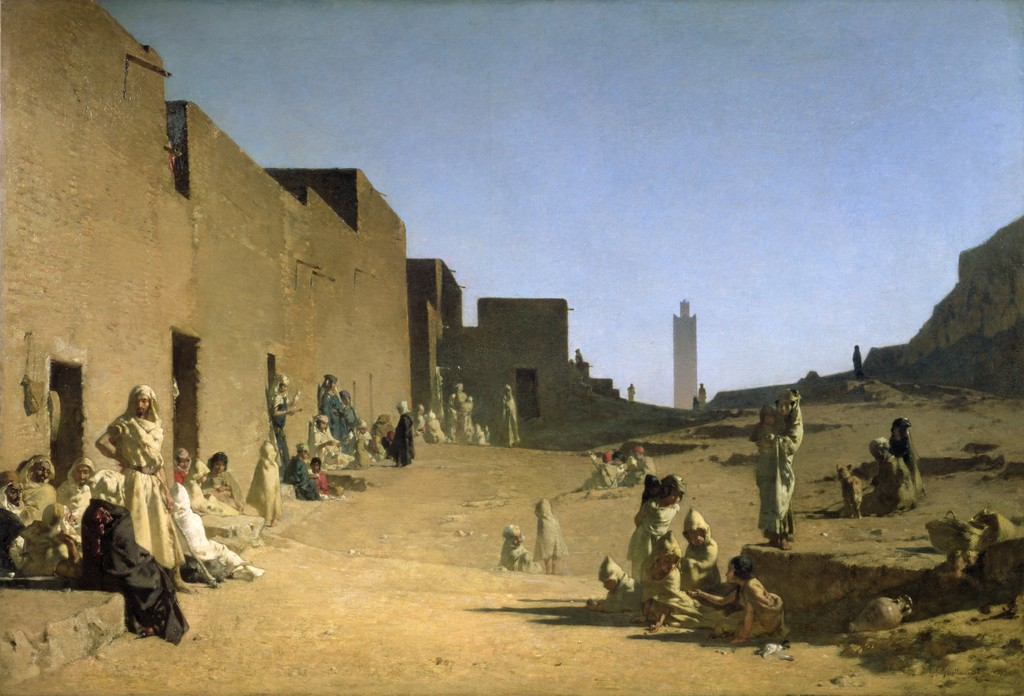
Лагуат, Алжирская Сахара, 1879